# Little Italy (Arkansas)
Little Italy è una comunità non incorporata nelle contee di Pulaski e Perry nello stato americano dell'Arkansas, fondata da immigrati italiani nel 1915 e denominata inizialmente Alta Villa. Il borgo, culturalmente ricco e storicamente significativo, si trova in un'altura lungo l'Arkansas Highway 300 tra le pendici nord-orientali delle montagne Ouachita a cavallo tra Wye Mountain e Kryer Mountain. Nell'ambito di uno sforzo pluridecennale di conservazione del patrimonio, i suoi residenti stanno attualmente cercando lo status di comune incorporato.